# Maria Jatosti
Maria Jatosti (Roma, 11 febbraio 1929) è una curatrice editoriale, scrittrice, giornalista, poetessa, traduttrice, drammaturga e regista teatrale italiana.

## Biografia
È nata e vive a Roma. Legata sentimentalmente allo scrittore Luciano Bianciardi, da cui ha avuto un figlio, per vent'anni ha vissuto a Milano, lavorando come redattrice e traduttrice dall'inglese e dal francese.
Ha collaborato a molteplici riviste (Amica, ABC, Venus, Annabella, Vie nuove, Noi donne, Stasera) e a case editrici (Feltrinelli, Del Duca, Rizzoli, SugarCo, Editori Riuniti). Autrice di romanzi, racconti, raccolte di poesia, ha curato varie antologie (sulla scrittura delle donne, sulla poesia dell'esilio, etc.). Dal 1990 al 1993, insieme a Francesco Paolo Memmo e Achille Serrao, ha diretto Poesia in piego, mensile di poesia in lingua e in dialetto.
Nel 1974, grazie all'amico Giorgio Colorni, caporedattore di Le Ore, entra nella redazione della rivista erotica. Nel 1975 diviene caporedattrice de Le Ore della settimana. Si sposa nel 1978 con Francesco Paolo Memmo, letterato e curatore del Meridiano dedicato a Vasco Pratolini. Dal 1985 allestisce e segue la regia di spettacoli teatrali. Dirige inoltre la Sezione Lazio del Sindacato Nazionale Scrittori. Impegnata sul fronte della cultura, organizza manifestazioni e convegni. Nel 2002, sotto l'egida dell'UNESCO e della Presidenza della Repubblica, ha curato con Anna Santoro di Napoli e Adam Vaccaro di Milano la Prima "Carovana Nazionale di Poesia", che ha coinvolto in tappe di lettura 35 città.

## Opere

### Narrativa
- Il confinato, Milano, Del Duca, 1961 (romanzo, finalista al premio Viareggio). Ripubblicato nel 2013 da Stampa Alternativa/Nuovi Equilibri, collana eretica speciale, con il sottotitolo Una famiglia italiana nell'Italia fascista.
- Aspettando l'amore, racconto per la rivista ABC, 1969.
- Tutto d'un fiato, Roma, Editori Riuniti, 1977 (romanzo, finalista al premio Pozzale). Ripubblicato nel 2012 da Stampa Alternativa/Nuovi Equilibri, collana eretica speciale.
- I racconti dell'Impruneta, Roma, Edizioni dell'oleandro, 1998.
- Matrioska, Lecce, Piero Manni, 1999.
- Per amore e per odio, Manni, 2011.
- Che città! Che città! Una ininterrotta scorribanda per le strade di Parigi, Stampa alternativa, 2015

### Poesia
- Girotondo, Milano, Feltrinelli, 1958;
- Salvo errori e omissioni, Forlì, Forum/Quinta Generazione, 1988;
- Imperativo involontario, Forlì, Forum/Quinta Generazione, 1994;
- A smemorasse da morì (in dialetto romanesco), Roma, Arlem, 1996.

### Antologie
A sua cura:
- Stille d'acqua in un braciere, Roma-Venezia, Centro internazionale della Grafica, 1989;
- Nelle trame ingegnose, Roma-Venezia, Centro internazionale della Grafica, 1990;
- La città dei poeti, Roma, 1990;
- Il pensiero costante, Roma, 1991;
- Per Vasco, Monterotondo, 1993;
- Cara poeta '97, Roma, Arlem, 1997;
- Poesia dell'esilio, Roma, Arlem, 1998;
- 25 poeti per Giovanna, Napoli, Marcus edizioni, 2004
- Nate a lavorare: racconti inediti di 39 scrittrici italiane, Ravenna, Edizioni del Girasole, 2006

### Teatro
- L'architettura della pace poggia sul mondo intero, sulla guerra del Golfo;
- Il silenzio delle parole, sulla guerra in Afghanistan;
- Io, l'altro, discorso sulle diversità: gli zingari e gli ebrei;
- Libertà ch'è sì cara, sulla Resistenza;
- Lunga è la notte che non vede giorno, sul bombardamento di Roma/San Lorenzo;
- Sebben che siamo donne, e Noi che siamo così diverse, sulla condizione femminile;
- Voci dall'esilio, sul tema dell'esilio e dell'emarginazione;
- Mediterranea, sulle culture del Mediterraneo;
- Parissairà, per il bicentenario della rivoluzione francese;

### Biografie
- Padre Pio. Il piccolo grande frate di Pietrelcina., Editrice Quadratum, 2009